# Ашхаруа, Аида Григорьевна
Аида Григорьевна Ашхаруа (6 сентября 1940, Тбилиси — 20 сентября 2016, Москва) — музыковед, журналистка, советская и абхазская пианистка, заслуженный работник культуры Абхазской ССР (1983). Исследовательница музыкального фольклора абхазского народа.

## Биография

### Ранние годы
Родилась 6 сентября 1940 года в городе Тбилиси в семье Григория Ашхаруа и его жены Елены Гицба.

### Обучение
В юности стала студенткой Сухумского музыкального училища по классу фортепиано и попала в класс к известному педагогу Гировскому, представителю петербургской школы Ференца Листа.
В 1966 окончила фортепианный факультет Московского государственного музыкально-педагогического института им. Гнесиных (ныне Рос. акад. музыки), затем — аспирантуру Московской государственной консерватории им. П. И. Чайковского (1979).
В 1979 защитилась по специальности «музыкальная эстетика». Кандидат философских наук.

### Педагогическая деятельность
1966—1970 педагог фортепиано
1970—1972 заведующий учебной частью
1972—1974 директор Сухумского музыкального училища
1974—1992 директор Сухумской детской музыкальной школы № 3,
2003 директор Сухумской детской музыкальной школы № 1 (детская школа искусств им. К. В. Ковача).
Читала курс лекций по эстетике в СГПИ им. А. М. Горького.
В 2016 скончалась в Москве после продолжительной болезниl.

## Семья
Отец — Ашхаруа Григорий Чагович
Супруг — Чолокуа Константин
Сын — Чолокуа Смел
Дочь — Чолокуа-Аршба Селма

## Телевидение
Вела по Абхазскому телевидению цикл телепередач, посвященных музыкальной культуре абхазского народа.
Работала в Абхазской государственной филармонии лектором.
Несколько лет вела программу на абхазском радио под названием: «История и музыка абхазского народа».

## Награды
Кавалер ордена «Ахьдз-Апша» III степени. Указ о награждении подписал президент Рауль Хаджимба 5 сентября 2016 г.
Первое место конкурса «Если бы не Дырмит» Союза Журналистов Абхазии за цикл передач о Д. Гулиа (2014).

## Избранная библиография
- Искусство и человек. Сухуми, 1977;
- Роль ассоциаций в механизме художественного воздействия // Эстетические очерки. Москва, 1979;
- Абхазская народная песня. (Программа для музыкальных школ). Сухуми, 1990;
- Музыка и жизнь. Сухум, 2002;
- Детская школа искусств им. К. В. Ковача. (К 80-летнему юбилею). Сухум, 2010;
- Энергия его жизни — апсуара. Сухум, 2012;
- Озвученные рассказы об абхазской народной песне. Сухум, 2014.